# Prima Lega 1946-1947 (calcio)
La Prima Lega 1946-1947, campionato svizzero di terza serie, si concluse con la vittoria del FC Chiasso.

## Stagione

### Novità
Sono state promosse in Lega Nazionale B il Red Star Zurigo e il Thun. Sono state retrocesse in Seconda Lega il Adliswil il Tramelan e il  Sion. Dalla Seconda Lega sono state promosse il Biasca, il Kreuzlingen e il Lengnau

### Formula
Scopo del torneo è quello di ottenere due promozioni e tre retrocessioni.
Torneo svolto in due fasi: la prima fase vede le 36 squadre partecipanti suddivise, con criterio regionale, in tre gironi composti da 12 squadre ciascuno, in cui le prime classificate di ogni girone, si affrontano nella fase finale, in un mini-torneo a tre, per stabilire le due squadre promosse in Lega Nazionale B. Le ultime tre squadre di ciascun girone vengono retrocesse direttamente in Seconda Lega. La prima fase vede le squadre impegnate in gare di andata e ritorno, mentre la fase finale prevede incontri in gare unica. Due punti per la vittoria, un punto per il pareggio, zero punti per la sconfitta.

## Girone est

### Classifica finale
|  | Pos. | Squadra           | Pt | G  | V  | N | P  | GF | GS | DR  |
|  | ---- | ----------------- | -- | -- | -- | - | -- | -- | -- | --- |
|  | 1.   | Chiasso           | 29 | 22 | 12 | 5 | 5  | 56 | 31 | +25 |
|  | 2.   | Biaschesi         | 29 | 22 | 12 | 5 | 5  | 41 | 34 | +7  |
|  | 3.   | Zofingen          | 28 | 22 | 11 | 6 | 5  | 42 | 27 | +15 |
|  | 4.   | Altstetten        | 24 | 22 | 9  | 6 | 7  | 30 | 27 | +3  |
|  | 5.   | Mendrisio         | 23 | 22 | 10 | 3 | 9  | 40 | 31 | +9  |
|  | 6.   | Arbon             | 23 | 22 | 8  | 7 | 7  | 43 | 41 | +2  |
|  | 7.   | Olten             | 21 | 22 | 8  | 5 | 9  | 33 | 36 | -3  |
|  | 8.   | Kreuzlingen       | 19 | 22 | 8  | 3 | 11 | 39 | 44 | -5  |
|  | 9.   | Uster             | 19 | 22 | 6  | 7 | 9  | 27 | 37 | -10 |
|  | 10.  | Blue Stars Zurigo | 17 | 22 | 7  | 3 | 12 | 30 | 46 | -16 |
|  | 11.  | Winterthur        | 17 | 22 | 5  | 7 | 10 | 24 | 41 | -17 |
|  | 12.  | Pro Daro          | 15 | 22 | 5  | 5 | 12 | 33 | 43 | -10 |

Legenda:

      Ammessa alla fase finale per la promozione in Lega Nazionale B 1947-1948.

      Retrocessa in Seconda Lega 1947-1948.

Note:
Due punti a vittoria, uno a pareggio, zero a sconfitta.

### Spareggio per il 1º posto
|           | Risultati |           | Luogo e data            |  |
| --------- | --------- | --------- | ----------------------- |  |
| Chiasso   | 2 - 0     | Biaschesi | Chiasso, 22 giugno 1947 |  |
| Biaschesi | 0 - 1     | Chiasso   | Biasca, 29 giugno 1947  |  |
|           |           |           |                         |  |

## Girone centrale

### Classifica finale
|  | Pos. | Squadra             | Pt | G  | V  | N | P  | GF | GS | DR  |
|  | ---- | ------------------- | -- | -- | -- | - | -- | -- | -- | --- |
|  | 1.   | Concordia Basilea   | 30 | 22 | 13 | 4 | 5  | 65 | 31 | +34 |
|  | 2.   | Moutier             | 27 | 22 | 10 | 7 | 5  | 53 | 42 | +11 |
|  | 3.   | Derendingen         | 26 | 22 | 11 | 4 | 7  | 52 | 31 | +21 |
|  | 4.   | Kleinhüningen       | 26 | 22 | 12 | 2 | 8  | 41 | 36 | +5  |
|  | 5.   | Birsfelden          | 23 | 22 | 9  | 5 | 8  | 36 | 32 | +4  |
|  | 6.   | Pratteln            | 23 | 22 | 10 | 3 | 9  | 57 | 55 | +2  |
|  | 7.   | Black Stars Basilea | 22 | 22 | 8  | 6 | 8  | 53 | 43 | +10 |
|  | 8.   | Lengnau             | 20 | 22 | 7  | 6 | 9  | 28 | 27 | +1  |
|  | 9.   | Schöftland          | 20 | 22 | 8  | 4 | 10 | 51 | 51 | 0   |
|  | 10.  | Porrentruy          | 20 | 22 | 8  | 4 | 10 | 39 | 52 | -13 |
|  | 11.  | Soletta             | 20 | 22 | 7  | 6 | 9  | 29 | 39 | -10 |
|  | 12.  | Gränichen           | 7  | 22 | 1  | 5 | 16 | 26 | 91 | -65 |

Legenda:

      Ammessa alla fase finale per la promozione in Lega Nazionale B 1947-1948.

      Retrocessa in Seconda Lega 1947-1948.

Note:
Due punti a vittoria, uno a pareggio, zero a sconfitta.

## Girone ovest

### Classifica finale
|  | Pos. | Squadra           | Pt | G  | V  | N | P  | GF | GS | DR  |
|  | ---- | ----------------- | -- | -- | -- | - | -- | -- | -- | --- |
|  | 1.   | Vevey             | 33 | 22 | 13 | 7 | 2  | 46 | 23 | +23 |
|  | 2.   | Stade Lausanne    | 30 | 22 | 12 | 6 | 4  | 53 | 27 | +26 |
|  | 3.   | Montreux-Sports   | 27 | 22 | 10 | 7 | 5  | 45 | 37 | +8  |
|  | 4.   | Sierre            | 23 | 22 | 10 | 3 | 9  | 65 | 49 | +16 |
|  | 5.   | Concordia Yverdon | 23 | 22 | 9  | 5 | 8  | 35 | 37 | -2  |
|  | 6.   | Central Friburgo  | 20 | 22 | 6  | 8 | 8  | 33 | 32 | +1  |
|  | 7.   | Stade Nyonnais    | 19 | 22 | 6  | 7 | 9  | 41 | 52 | -11 |
|  | 8.   | Le Locle-Sports   | 19 | 22 | 6  | 7 | 9  | 34 | 47 | -13 |
|  | 9.   | Gardy-Jonction    | 19 | 22 | 8  | 3 | 11 | 33 | 52 | -19 |
|  | 10.  | Étoile-Sporting   | 18 | 22 | 7  | 5 | 10 | 43 | 51 | -8  |
|  | 11.  | Racing Losanna    | 17 | 22 | 6  | 5 | 11 | 37 | 45 | -8  |
|  | 12.  | Renens            | 15 | 22 | 3  | 9 | 10 | 32 | 45 | -13 |

Legenda:

      Ammessa alla fase finale per la promozione in Lega Nazionale B 1947-1948.

      Retrocessa in Seconda Lega 1947-1948.

Note:
Due punti a vittoria, uno a pareggio, zero a sconfitta.

## Fase finale
La fase finale stabilisce le due squadre promosse in Lega Nazionale B.

## Finali per la promozione in LNB
| 29 giugno 1947 | Concordia Basilea | 2 - 1 | Vevey | Basilea |
| 29 giugno 1947 |                   |       |       | Basilea |

| 6 luglio 1947 | Vevey | 2 - 2 | Chiasso | Vevey |
| 6 luglio 1947 |       |       |         | Vevey |

| 13 luglio 1947 | Chiasso | 5 - 2 | Concordia Basilea | Chiasso |
| 13 luglio 1947 |         |       |                   | Chiasso |

### Classifica finale
| Squadra           | P.ti | G | V | N | P | GF | GS | DR |
| ----------------- | ---- | - | - | - | - | -- | -- | -- |
| Chiasso           | 3    | 2 | 1 | 1 | 0 | 7  | 4  | +3 |
| Concordia Basilea | 2    | 2 | 1 | 0 | 1 | 4  | 6  | -2 |
| Vevey             | 1    | 2 | 0 | 1 | 1 | 3  | 4  | -1 |

## Verdetti Finali
- FC Chiasso vincitore del torneo.
- FC Chiasso e Concordia di Basilea promosse in Lega Nazionale B
- FC Renens, FC Gränichen e US Pro Daro di Bellinzona retrocesse in Seconda Lega.